# Parc du Mont-Royal

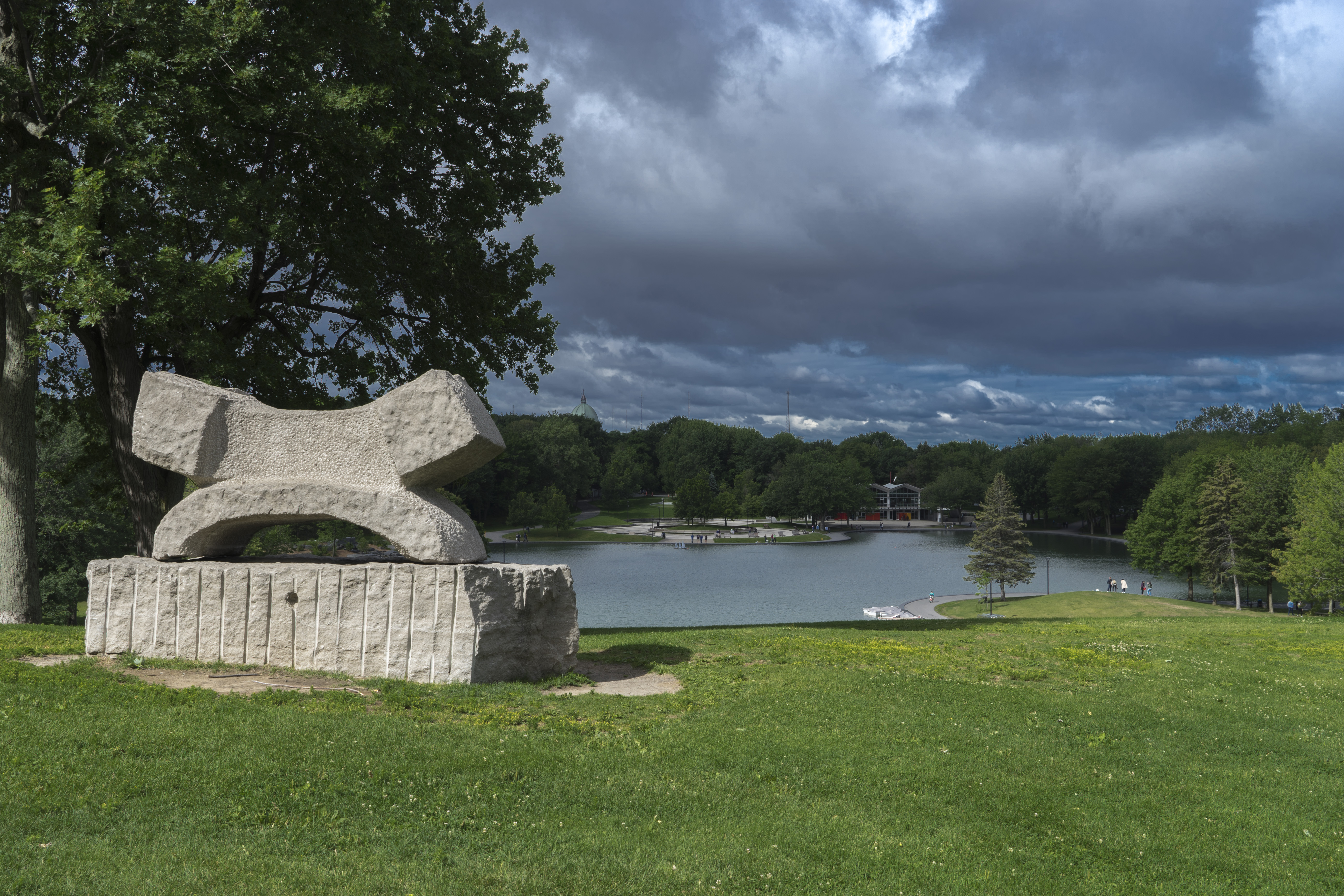
Der Lac aux Castors im Parc du Mont-Royal. Im Vordergrund eine Skulptur von Irving Burman

Der Parc du Mont Royal ist eine der bedeutendsten Parkanlagen in Montreal. Er befindet sich am Osthang des Hausbergs Mont Royal und gehört zum Verbund der Grands parcs de Montréal. Der 190 Hektar große Park wurde 1876 nach Plänen von Frederick Law Olmsted angelegt und ist das älteste Schutzgebiet der Provinz Québec. Im Westen grenzt der Park an den Friedhof Mont-Royal und an den Friedhof Notre-Dame-des-Neiges.

## Beschreibung

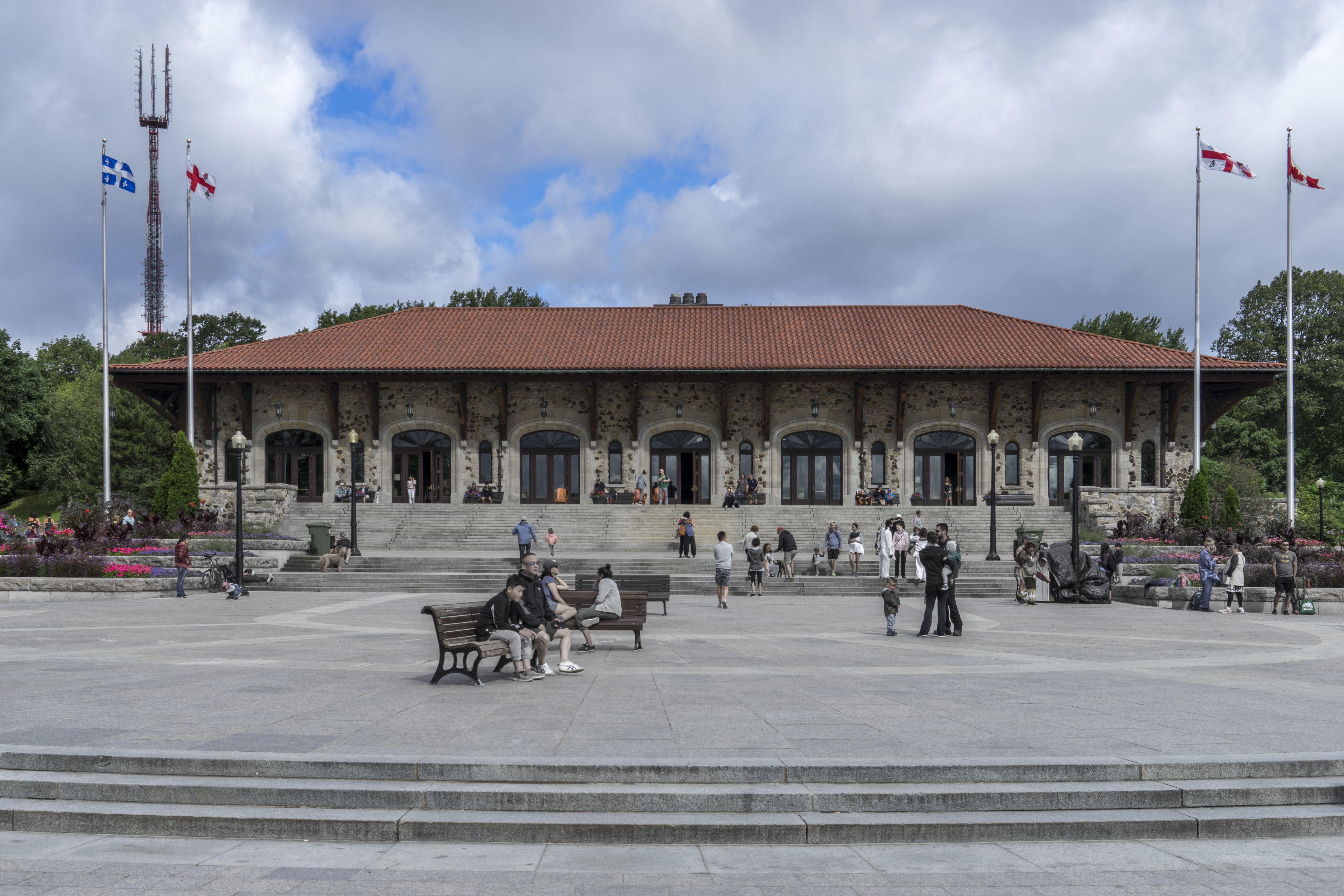
Chalet du Mont-Royal

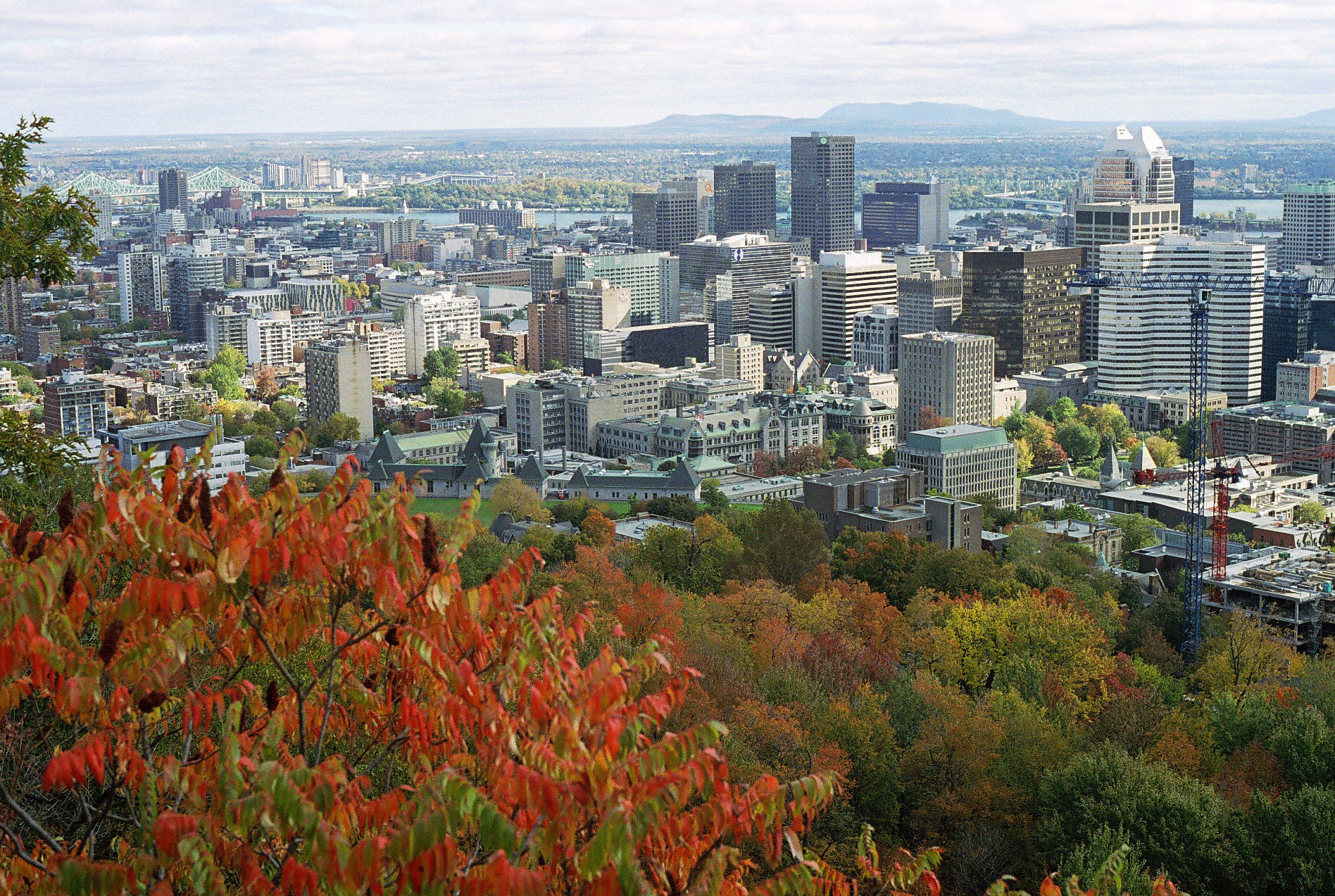
Panorama des Stadtzentrums im Herbst

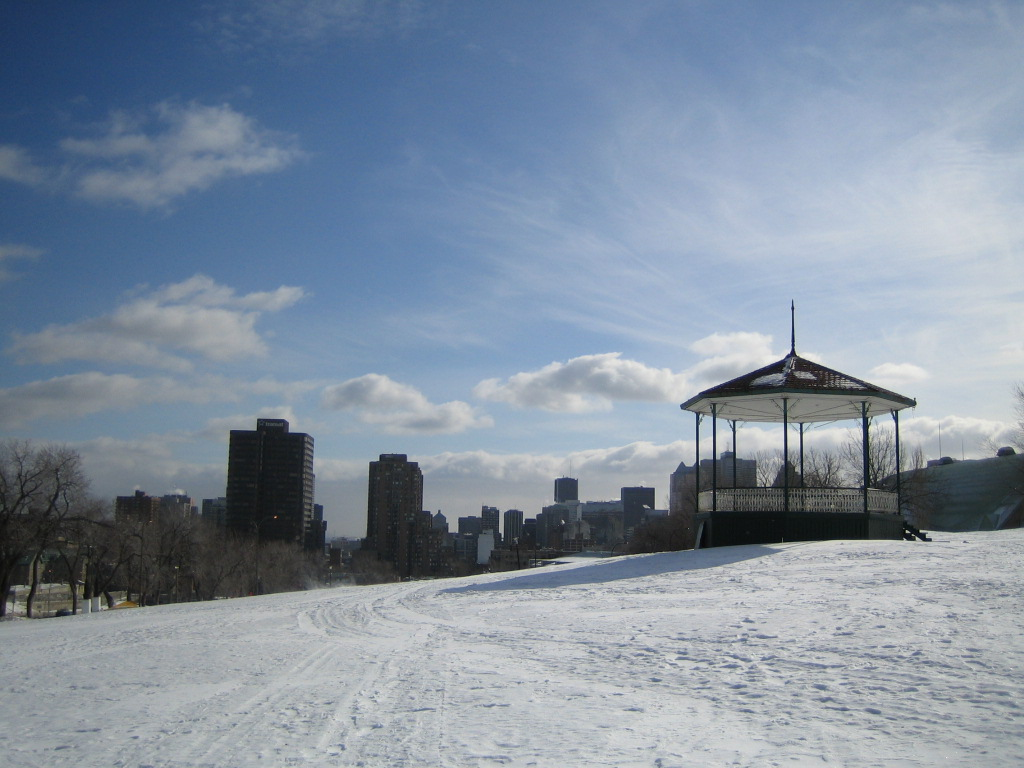
Aussicht im Winter

Am nördlichen Ende des Parks, an der Avenue du Parc, befindet sich das George-Étienne-Cartier-Monument, ein 1919 errichtetes Denkmal zu Ehren des bedeutenden Politikers George-Étienne Cartier und Schauplatz der Tam-Tams. Auf der gegenüberliegenden Straßenseite bildet der Parc Jeanne-Mance eine Fortsetzung des Parc du Mont-Royal. Der Park selbst wird von ausgedehnten Wäldern geprägt. Der Lac aux Castors („Bibersee“) ist ein künstlich angelegter See. Zwei Terrassen bieten eine Panorama-Aussicht über das Stadtzentrum. Neben einer dieser Terrassen befindet sich das Chalet du Mont-Royal, ein markantes Gebäude im Beaux-Arts-Stil. Der Park du Mont-Royal bietet verschiedene Sport- und Freizeitaktivitäten. Im Winter werden rund 20 Kilometer Loipen für Skilangläufer gespurt, außerdem gibt es einen Rodelhang.

## Geschichte
Die ersten Vorschläge, auf dem Mont Royal einen Park anzulegen, gab es in den 1840er Jahren, als sich die Bebauung in Richtung des Höhenzugs auszudehnen begann. Als Reaktion auf Einwände, dass der Mont Royal gar nicht zugänglich sei, stieg Colonel A. Stevenson 1862 und 1863 mit seiner Einheit hinauf und feuerte jeweils mehrere Salven mit einem Geschütz ab, um seine Unterstützung für das Parkprojekt eindrücklich zu demonstrieren. 1869 genehmigte der Stadtrat 350.000 Dollar für den Landerwerb, drei Jahre später wurden 16 Grundeigentümer enteignet. Den Auftrag zur Gestaltung des Parks erhielt Frederick Law Olmsted, der mit dem von ihm entworfenen Central Park in New York bekannt geworden war. Da Montreal Mitte der 1870er Jahre von einer Wirtschaftskrise betroffen war, konnten seine Pläne nur zum Teil umgesetzt werden.
Am 24. Mai 1876 erfolgte die Eröffnung des Parks. Von 1884 bis 1918 führte eine Standseilbahn hinauf, die Funiculaire du Mont Royal. Danach erschloss bis 1959 eine Straßenbahnlinie den Park. Nahe dem Gipfel wurde 1924 das Mont-Royal-Kreuz errichtet, 1952 der Sendeturm Mont Royal. Zur Bewältigung der Weltwirtschaftskrise ließ die Stadt im Park diverse Arbeitsbeschaffungsmaßnahmen durchführen: 1932 entstand das Chalet du Mont-Royal, 1938 der Lac aux Castors.
Weiträumige Rodungen in den 1950er Jahren verursachten verstärkte Erosion, weshalb ab 1960 über 60.000 neue Bäume angepflanzt wurden. 1964 fand im Park das erste Bildhauersymposium in Nordamerika statt. 1987 wurde der Park unter Natur- und Denkmalschutz gestellt. Zwischen 1992 und 1997 fanden umfangreiche Sanierungsarbeiten statt. Sie umfassten die Instandstellung von Wegen, Aussichtsterrassen, Treppen und Pfaden sowie die Neupflanzung von Bäumen und Büschen. Schwere Winterstürme im Januar 1998 verursachten beträchtliche Schäden.